# Teoria dos protótipos
A teoria dos protótipos é um modo de categorização gradativo proposto nas ciências cognitivas, em que alguns membros de uma categoria conceitual são mais centrais do que outros. Nessa teoria, qualquer conceito dado em qualquer língua tem um exemplo do mundo real que melhor representa esse conceito. A teoria dos protótipos também tem sido aplicada na linguística, como parte do mapeamento da estrutura fonológica para a semântica.
O termo protótipo, apresentado pela primeira vez pela psicóloga cognitiva Eleanor Rosch no artigo Natural Categories, foi inicialmente definido como denotando um estímulo, que assume uma posição de destaque na formação de uma categoria, pelo fato de ser o primeiro estímulo a ser associado a essa categoria. Há uma série de estudos experimentais que procuram delimitar melhor a teoria dos protótipos. Uma dos exemplos mais comuns é o caso da categoria ave: é mais comum associar a ela palavras como papagaio ou periquito do que pinguim, pois os primeiros apresentam traços mais centrais (ou prototípicos) para tal ocorrência.